# Cataglyphis alibabae
Cataglyphis alibabae är en myrart som beskrevs av Bohdan Pisarski 1965. Cataglyphis alibabae ingår i släktet Cataglyphis och familjen myror. Inga underarter finns listade.